# Jean Mota
Jean Mota Oliveira de Souza (sinh ngày 15 tháng 10 năm 1993), còn được gọi là Jean Mota (phát âm tiếng Bồ Đào Nha: [ʒeˈɐ̃n ˈmɔtɐ]), là một cầu thủ bóng đá người Brasil hiện thi đấu ở vị trí tiền vệ cho Inter Miami tại Major League Soccer.